# Гюнтер, Детлеф
Детлеф Гюнтер (нем. Dettlef Günther; 27 августа 1954, Брайтенбрунн (Рудные горы), ГДР) — титулованный немецкий саночник, выступавший за сборную ГДР в середине 1970-х — начале 1980-х годов, олимпийский чемпион, чемпион мира и Европы. Принимал участие в двух зимних Олимпийских играх и на первой же своей Олимпиаде, 1976 года в Инсбруке, выиграл золотую медаль программы мужских одиночных заездов. На играх 1980 года в Лейк-Плэсиде тоже шёл впереди остальных спортсменов, создав после двух заездов серьёзный отрыв, однако в конце третьего заезда допустил серьёзную ошибку, в результате которой потерял три секунды и по итогам общего зачёта занял лишь четвёртое место.
Детлеф Гюнтер, кроме того, является обладателем золотых наград чемпионата мира 1979 года в Кёнигсзее и чемпионата Европы 1975 года в Вальдаоре. На чемпионате Европы 1979 года в Оберхофе удостоился серебра. Все медали получил соревнуясь в мужской одиночной программе.
Прежде чем попасть в состав взрослой национальной сборной, одержал победу на юниорском чемпионате Европы 1973 года. По окончании карьеры профессионального спортсмена продолжил работать в санном спорте в качестве тренера.